# Manufacture d’armes de Saint-Étienne
Manufacture d'armes de Saint-Étienne (MAS) – francuska firma zbrojeniowa.
Firma produkująca głównie broń strzelecką i amunicję. 
Do najbardziej znanych produktów tej firmy należą:
Pistolety i rewolwery
- MAS Model 1892
- MAS Model 1935
- MAS Model 1950

Pistolety maszynowe
- MAS Model 1938

Karabiny
- MAS Model 1936
- MAS Model 1949
- MAS Model 1949/56
- FR–F1

Karabinki
- FA MAS